# Ragnar Tørnquist
Ragnar Tørnquist (Oslo, 1970. július 31. –) norvég videójáték tervező és író. A Funcomnak dolgozik Oslóban, és vezeti saját fejlesztőcégét, a Red Thread Games-t. Legismertebb munkája az 1999-ben megjelent kalandjáték, a The Longest Journey.

## Életrajza
Tørnquist történelmet, művészetismeretet és angol nyelvet tanult az oxfordi St. Clare egyetemen 1987 és 1989 között. Az oslói egyetemen folytatta tanulmányait, ahol filozófiát és angol nyelvet tanult 1989-től 1990-ig. Ezután 1990 és 1993 között a new york-i egyetem Tisch School of Arts iskolájában tanult, film és televíziós szakon végzett. 1994-ben tért vissza Oslóba, és elkezdett a norvég Funcomnak dolgozni, mint tervező, pálya-készítő, producer és író. Legelőször a Casper című film videójáték-változatának elkészítésében segédkezett.
Meggyőződése, hogy a 90-es évek kalandjátékaira jellemző point’n’click stílusú játékmenet már halott, és ahhoz hogy a kalandjátékok ismét népszerűek legyenek, a legmodernebb technológiákkal kell elkészülniük.
Tørnquistnak 2007-ben született egy kislánya.
2012. november 1.-én a Funcom bejelentette, hogy Tørnquist megalapította saját cégét, a Red Thread Games-t, mely folytatja a The Longest Journey játékok fejlesztését. Éppen ezért, Tørnquist nem rendezi tovább a The Secret World című MMORPG-t, így több lehetősége lesz a The Longest Journey-sorozat harmadik darabjára, a Dreamfall Chaptersre. Azonban kreatív rendezőként még részt vesz aThe Secret World munkálataiban.

## Munkái

### Videójátékok
- Casper (1996)
- Dragonheart: Fire and Steel (1996)
- The Longest Journey (1999)
- Anarchy Online (2001)
- Dreamfall: The Longest Journey (2006)
- The Secret World (2012[5])
- Dreamfall Chapters: The Longest Journey (2014 – 2016)

### Regények
- Anarchy Online – Prophet Without Honour